# Morti nel 1972/Novembre
| Questa pagina contiene informazioni ricavate automaticamente dalle voci biografiche con l'ausilio del template Bio e di un bot. L'aggiornamento è periodico e automatico e ricostruisce completamente la pagina. Se manca una persona in questa lista, sei pregato di non aggiungerla, ma accertati piuttosto che la sua voce biografica contenga il template Bio e che i dati anagrafici siano correttamente compilati. Se il template Bio manca, inseriscilo tu stesso o, in alternativa, metti l'avviso {{tmp\|Bio}} che ne segnala la mancanza. Se i dati riportati sono sbagliati, correggi direttamente la voce biografica; le modifiche saranno visibili in questa lista entro pochi giorni. Per chiarimenti vedi il progetto biografie. La lista contiene solo le 74 persone che sono citate nell'enciclopedia e per le quali è stato implementato correttamente il template Bio. Pagina aggiornata al 3 mar 2024. |

- 1º novembre - Henry Bailey, tiratore a segno statunitense (n. 1893)
- 1º novembre - Carlo Emanuele Basile, politico, prefetto e scrittore italiano (n. 1885)
- 1º novembre - Ezra Pound, poeta, saggista e traduttore statunitense (n. 1885)
- 2 novembre - Pietro Marincola, direttore di banda e compositore italiano (n. 1884)
- 3 novembre - Carlo Curto, saggista, storico della letteratura e insegnante italiano (n. 1892)
- 3 novembre - Percy Wyld, pistard britannico (n. 1907)
- 4 novembre - George Campbell, giocatore di lacrosse canadese (n. 1878)
- 4 novembre - Lodovico Lessona, pianista italiano (n. 1928)
- 4 novembre - Frederico Paredes, schermidore portoghese (n. 1889)
- 4 novembre - Max Shachtman, filosofo statunitense (n. 1904)
- 4 novembre - Tsutomu Watanabe, medico e microbiologo giapponese (n. 1923)
- 5 novembre - Ettore Bozzoli, pittore italiano (n. 1892)
- 5 novembre - Erich Kaufmann, diplomatico e giurista tedesco (n. 1880)
- 5 novembre - Reginald Owen, attore britannico (n. 1887)
- 5 novembre - Alfred Schmidt, sollevatore estone (n. 1898)
- 6 novembre - Rafael Bardem, attore spagnolo (n. 1889)
- 6 novembre - Pietro Pandiani, partigiano e militare italiano (n. 1915)
- 6 novembre - Eugen Placeriano, calciatore jugoslavo (n. 1897)
- 6 novembre - Umberto Zimelli, scenografo, illustratore e pittore italiano (n. 1898)
- 7 novembre - Black Ace, chitarrista statunitense (n. 1907)
- 7 novembre - Giacomo Delitala, giurista e avvocato italiano (n. 1902)
- 8 novembre - Daniele Pellissier, fondista e sciatore di pattuglia militare italiano (n. 1904)
- 8 novembre - Rudolf Šmejkal, calciatore cecoslovacco (n. 1915)
- 9 novembre - Victor Adamson, regista, produttore cinematografico e attore statunitense (n. 1890)
- 9 novembre - Enrico Debernardi, calciatore italiano (n. 1885)
- 11 novembre - Maria Lehel, pittrice ungherese (n. 1889)
- 11 novembre - Berry Oakley, bassista e cantante statunitense (n. 1948)
- 11 novembre - Mario Vinciguerra, storico e antifascista italiano (n. 1887)
- 12 novembre - Rudolf Friml, compositore ceco (n. 1884)
- 13 novembre - Terenzio Gargiulo, musicista e compositore italiano (n. 1903)
- 13 novembre - Arnold Jackson, mezzofondista britannico (n. 1891)
- 13 novembre - Margaret Webster, attrice e regista teatrale britannica (n. 1905)
- 14 novembre - Jurij Timofeevič Galanskov, scrittore, poeta e giornalista russo (n. 1939)
- 14 novembre - Luigi Vallone, politico italiano (n. 1907)
- 15 novembre - William Ross Ashby, psichiatra britannico (n. 1903)
- 16 novembre - Béla Goldoványi, velocista ungherese (n. 1925)
- 16 novembre - Vera Karalli, ballerina russa (n. 1889)
- 16 novembre - Roddy McEachrane, calciatore scozzese (n. 1878)
- 16 novembre - Ferdinando Rubino, cantante italiano (n. 1893)
- 17 novembre - Léopold Dion, serial killer canadese (n. 1920)
- 17 novembre - Thomas Kinkaid, ammiraglio statunitense (n. 1888)
- 17 novembre - Eugène Minkowski, psichiatra francese (n. 1885)
- 18 novembre - André Héléna, scrittore francese (n. 1919)
- 18 novembre - Ari Hercílio, calciatore brasiliano (n. 1941)
- 18 novembre - Stanislaus Kobierski, calciatore tedesco (n. 1910)
- 18 novembre - Albino Pasini, ingegnere, dirigente d'azienda e politico italiano (n. 1888)
- 19 novembre - Uwel Pierallini, arbitro di calcio italiano (n. 1896)
- 20 novembre - Ennio Flaiano, sceneggiatore, scrittore e giornalista italiano (n. 1910)
- 20 novembre - Erwin Stresemann, ornitologo e storico della scienza tedesco (n. 1889)
- 21 novembre - Vera Inber, poetessa, giornalista e scrittrice sovietica (n. 1890)
- 21 novembre - Fred Tilson, calciatore britannico (n. 1904)
- 22 novembre - Antonio Cavoli, missionario italiano (n. 1888)
- 22 novembre - Eugenio Fasana, alpinista, pittore e scrittore italiano (n. 1886)
- 22 novembre - Malcolm Guthrie, linguista britannico (n. 1903)
- 23 novembre - Aīda Niedra, scrittrice lettone (n. 1899)
- 23 novembre - Marie Wilson, attrice statunitense (n. 1916)
- 24 novembre - Joseph C. Boyle, regista statunitense (n. 1888)
- 24 novembre - Mani Matter, cantautore e giurista svizzero (n. 1936)
- 24 novembre - Antrim Short, attore statunitense (n. 1900)
- 24 novembre - Alexander Smallens, direttore d'orchestra e direttore artistico russo (n. 1889)
- 24 novembre - Karl Zerbe, pittore tedesco (n. 1903)
- 25 novembre - Henri Coandă, scienziato e ingegnere rumeno (n. 1886)
- 25 novembre - Aleksandr Efimovič Razumnyj, regista cinematografico russo (n. 1891)
- 25 novembre - Hans Scharoun, architetto tedesco (n. 1893)
- 27 novembre - Robert Schurrer, velocista francese (n. 1890)
- 28 novembre - Aldo Andreoli, politico italiano (n. 1890)
- 28 novembre - Havergal Brian, compositore inglese (n. 1876)
- 28 novembre - Filippo Orsatti, ingegnere e politico italiano (n. 1885)
- 28 novembre - Sibilla di Sassonia-Coburgo-Gotha, principessa tedesca (n. 1908)
- 29 novembre - Eugenio Camplone, imprenditore e politico italiano (n. 1884)
- 29 novembre - Carl Stalling, compositore statunitense (n. 1891)
- 30 novembre - Hans Erich Apostel, compositore tedesco (n. 1901)
- 30 novembre - William P.S. Earle, regista statunitense (n. 1882)
- 30 novembre - Compton Mackenzie, scrittore scozzese (n. 1883)